# Fabrice Muamba
Pour les articles homonymes, voir Muamba.

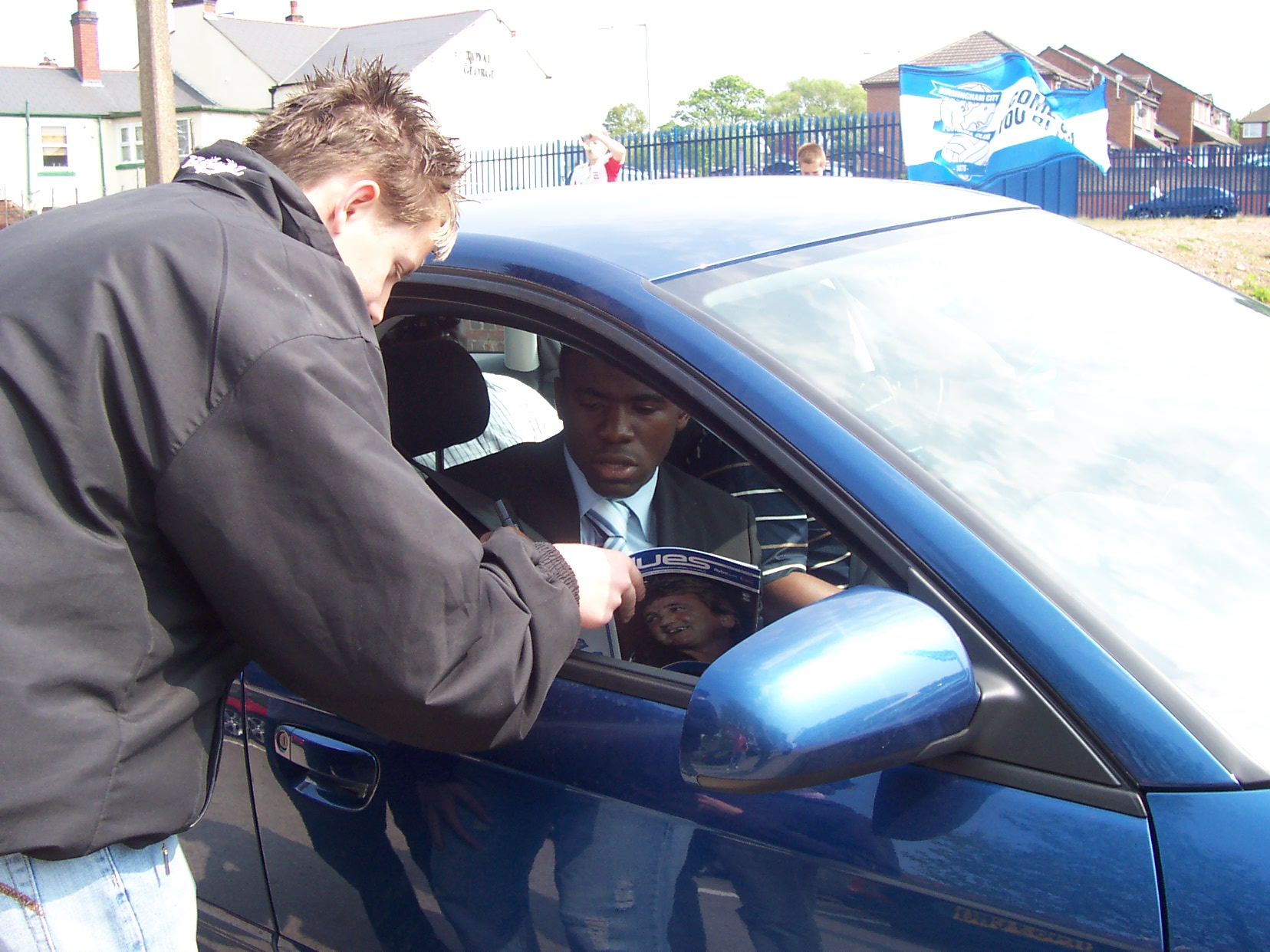
Fabrice Muamba après le match Birmingham vs Sheff Wed en 2007

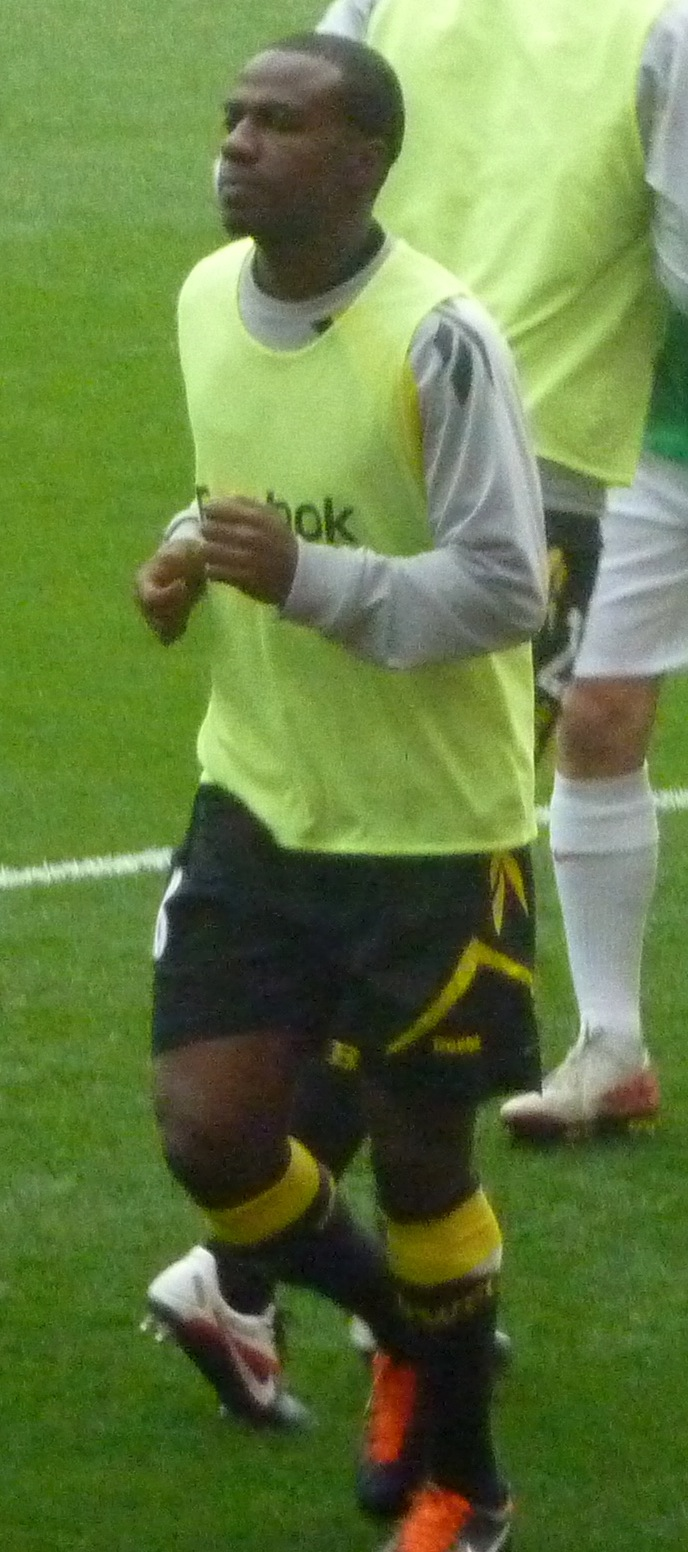
Échauffement avant le match Arsenal vs Bolton Wanderers en 2011

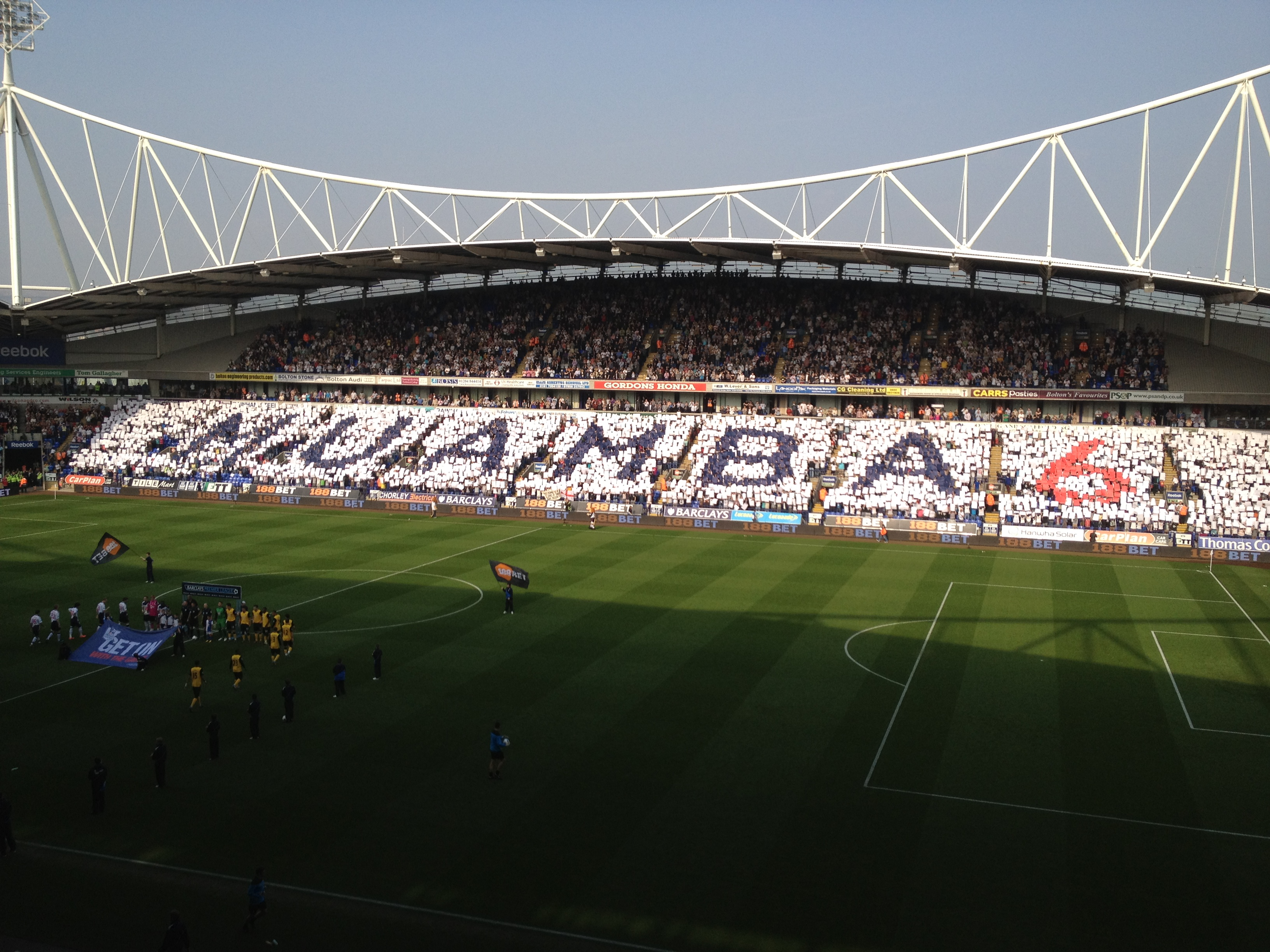
Les supporters de Bolton à Fabrice Muamba vs Blackburn le 24 mars 2012

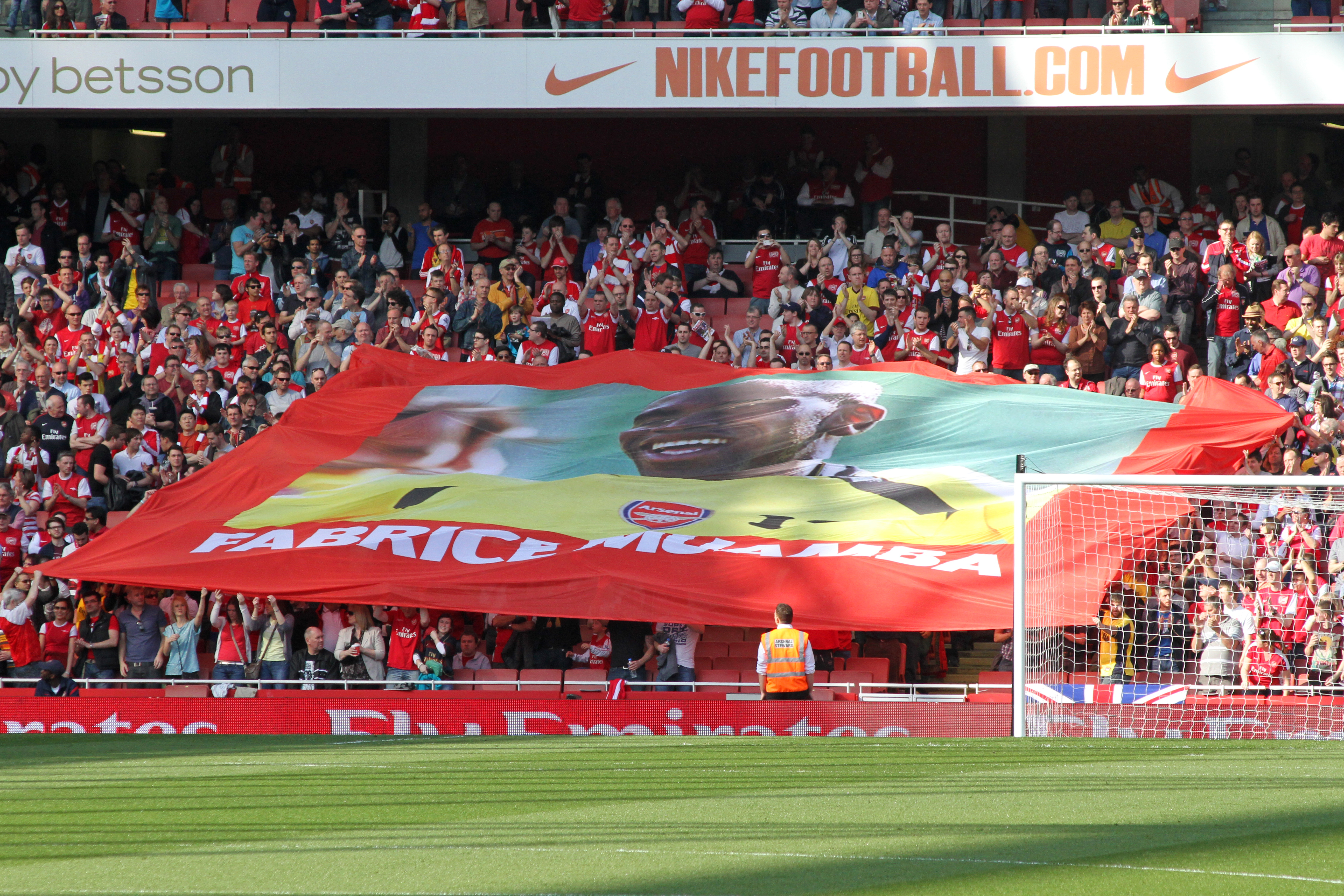
Accueil de Fabrice Muamba par les supporters d'Arsenal

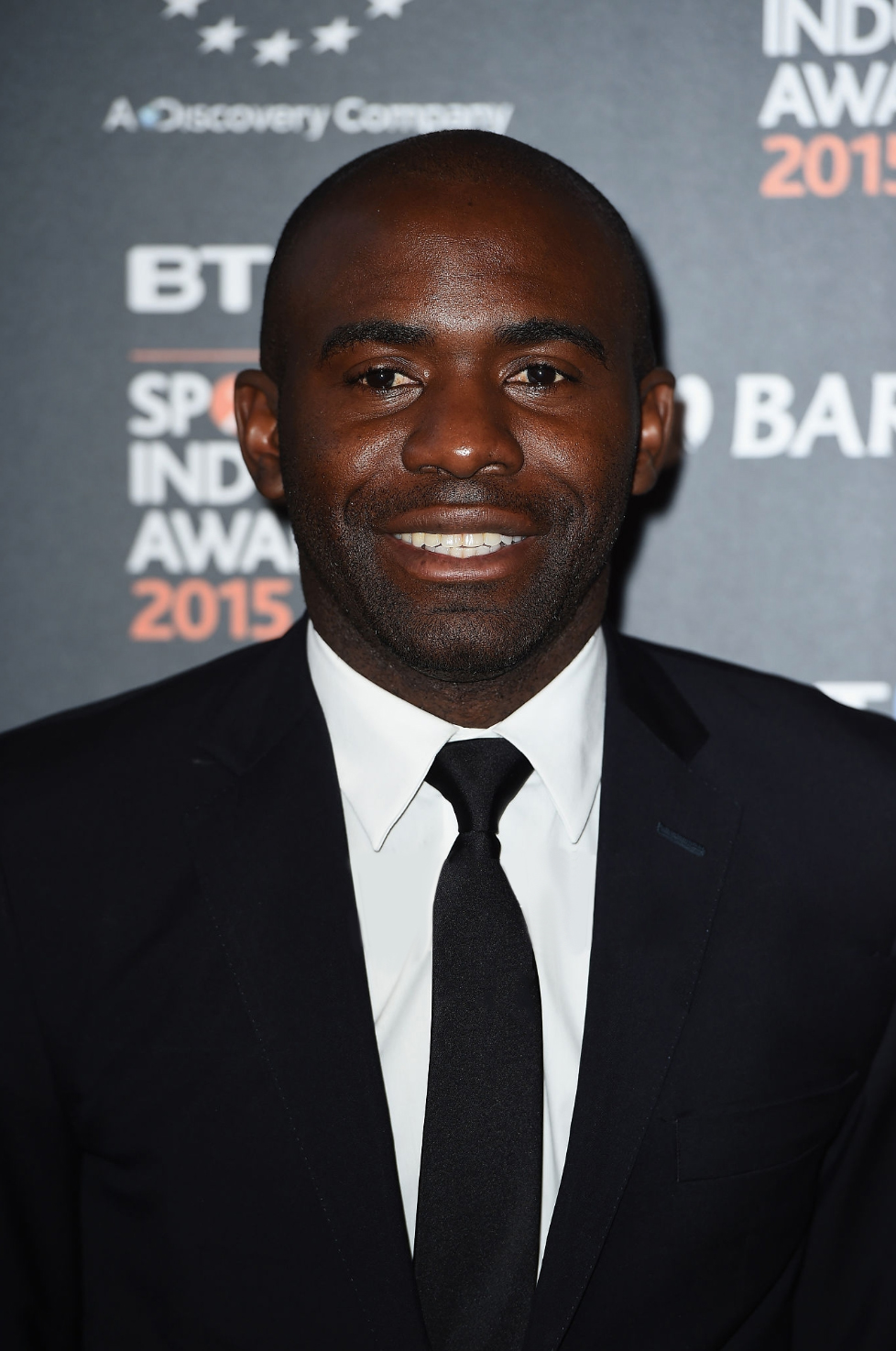
Fabrice Muamba au Award Event en 2020

Fabrice Ndala Muamba, né le 6 avril 1988 à Kinshasa (Zaïre, aujourd'hui République démocratique du Congo), est un footballeur anglais évoluant au poste de milieu de terrain.
En août 2012, il est contraint de mettre un terme à sa carrière sportive à la suite d'un malaise cardiaque survenu en début d'année.

## Biographie
Né à Kinshasa, Fabrice Muamba fuit la guerre que subit le Zaïre et arrive en Angleterre avec sa famille lorsqu'il est âgé de 11 ans.
Formé à Arsenal, Muamba dispute deux matchs de coupe avec les Gunners avant d'être prêté à Birmingham City lors de la saison 2006-2007 où il joue 41 matchs toutes compétitions confondues. Recruté définitivement par les Blues à l'issue de ce prêt, il prend part à 38 matchs et marque deux buts lors de la saison suivante. 
Le 16 juin 2008, il est transféré aux Bolton Wanderers.
Le 17 mars 2012, il est victime d'un grave malaise cardiaque lors du quart de finale de la Coupe d'Angleterre opposant Tottenham à Bolton. L'arbitre de la rencontre, Howard Webb, arrête le match. Fabrice Muamba est dans un état de mort clinique pendant 78 minutes avant de recommencer à respirer. Le 16 avril, il sort du London Chest Hospital, un mois après son arrêt cardiaque ; le 15 août, il annonce qu'il met un terme à sa carrière sportive.

## Palmarès

### En sélection
- Finaliste du Championnat d'Europe espoirs en 2009.